# Wahlkreis Rom – Municipio VII (Senato della Repubblica)
Der Wahlkreis Rom – Municipio VII ist seit 2020 ein Wahlkreis (italienisch collegio elettorale) für die Wahl des Senats.
Der Wahlkreis umfasst einen Teil der Gemeinde Rom – genauer gesagt den Stadtbezirk (municipio) Municipio VII und jenen Teil des Municipio VIII, der den Zonen Navigatori, Tor Marancia, Tre Fontane, Grottaperfetta, Appia Antica Nord und Appia Antica Sud entspricht – sowie die Gemeinden Ciampino und Fiumicino.

## Wahlergebnisse
| Wahlkreise – Senato della Repubblica – Latium | Wahlkreise – Senato della Repubblica – Latium | Wahlkreise – Senato della Repubblica – Latium |
| Provinz                                       | Provinz                                       | Gemeinden nach Provinzen ⮞ Wahlkreis |
| --------------------------------------------- | --------------------------------------------- | --- |
|                                               | Metropolitanstadt Rom (121 Gemeinden)         | Teil Roms ⮞ Wahlkreis Rom – Municipio V 2 + Teil Roms ⮞ Wahlkreis Rom – Municipio VII Teil Roms ⮞ Wahlkreis Rom – Municipio XIV 82 ⮞ Wahlkreis Guidonia Montecelio 36 ⮞ Wahlkreis Viterbo |
|                                               | Provinz Frosinone (91 Gemeinden)              | alle ⮞ Wahlkreis Latina |
|                                               | Provinz Latina (33 Gemeinden)                 | alle ⮞ Wahlkreis Latina |
|                                               | Provinz Rieti (73 Gemeinden)                  | alle ⮞ Wahlkreis Viterbo |
|                                               | Provinz Viterbo (60 Gemeinden)                | alle ⮞ Wahlkreis Viterbo |

### Parlamentswahl 2022
| Kandidaten                          | Kandidaten            | Stimmen | %    | Listen                                                  | Stimmen | %    |
| ----------------------------------- | --------------------- | ------- | ---- | ------------------------------------------------------- | ------- | ---- |
|                                     | Ester Mieligewählt    | 165.514 | 37,5 | Fratelli d’Italia                                       | 125.143 | 28,3 |
| Forza Italia                        | Ester Mieligewählt    | 165.514 | 37,5 | 19.365                                                  | 4,4     |      |
| Lega per Salvini Premier            | Ester Mieligewählt    | 165.514 | 37,5 | 19.131                                                  | 4,3     |      |
| Noi Moderati                        | Ester Mieligewählt    | 165.514 | 37,5 | 1.875                                                   | 0,4     |      |
|                                     | Monica Cirinnà        | 136.598 | 30,9 | Partito Democratico – Italia Democratica e Progressista | 95.053  | 21,5 |
| Alleanza Verdi e Sinistra           | Monica Cirinnà        | 136.598 | 30,9 | 21.546                                                  | 4,9     |      |
| +Europa                             | Monica Cirinnà        | 136.598 | 30,9 | 17.451                                                  | 4,0     |      |
| Impegno Civico – Centro Democratico | Monica Cirinnà        | 136.598 | 30,9 | 2.548                                                   | 0,6     |      |
|                                     | Giulia Lupo           | 68.480  | 15,5 | Movimento 5 Stelle                                      | 68.480  | 15,5 |
|                                     | Maria Rita Iorio      | 43.899  | 9,9  | Azione – Italia Viva                                    | 43.899  | 9,9  |
|                                     | Stefania Alessandrini | 7.779   | 1,8  | Unione Popolare                                         | 7.779   | 1,8  |
|                                     | Mario Improta         | 7.310   | 1,7  | Italexit per l’Italia                                   | 7.310   | 1,7  |
|                                     | Marzia Colitti        | 5.787   | 1,3  | Italia Sovrana e Popolare                               | 5.787   | 1,3  |
|                                     | Cristina Cirillo      | 2.680   | 0,6  | Partito Comunista Italiano                              | 2.680   | 0,6  |
|                                     | Guerrino Faieta       | 2.536   | 0,6  | Vita                                                    | 2.536   | 0,6  |
|                                     | Eleonora Antonucci    | 877     | 0,2  | Alternativa per l’Italia (PdF – Exit)                   | 877     | 0,2  |
| Gesamt                              | Gesamt                | 441.460 | 100  |                                                         | 441.460 | 100  |
|                                     |                       |         |      |                                                         |         |      |
| Ungültige Stimmen                   | Ungültige Stimmen     | 11.333  | 2,5  |                                                         |         |      |
| Wähler                              | Wähler                | 452.793 | 65,7 |                                                         |         |      |
| Wahlberechtigte                     | Wahlberechtigte       | 689.555 |      |                                                         |         |      |
|                                     |                       |         |      |                                                         |         |      |
| Quelle: Innenministerium            |                       |         |      |                                                         |         |      |